# Aeschynanthus warianus
Aeschynanthus warianus är en tvåhjärtbladig växtart som beskrevs av Rudolf Schlechter. Aeschynanthus warianus ingår i släktet Aeschynanthus och familjen Gesneriaceae. Inga underarter finns listade i Catalogue of Life.